# Маре (коммуна)
Маре́ (фр. Maré, ненгоне Nengone) — коммуна и населённый пункт на одноимённом острове в новокаледонской провинции Луайоте.

## География
Коммуна занимает всю территорию одноимённого острова и небольшого необитаемого острова Дюдюн, расположенного в 8 километрах к северо-западу. Центр коммуны — поселение Ла-Рош — расположено в бухте на северо-восточном побережье острова. Расстояние по прямой до столицы провинции Лифу составляет около 89 километров, до столицы всей Новой Каледонии города Нумеа — 185.

## Население
В 2019 году на территории коммуны проживало 5757 человек, все из них на главном из двух островов в её составе — Маре. Абсолютное большинство жителей составляют представители канакского народа ненгогне — коренного населения архипелага. Помимо государственного французского языка в быту активно используется язык язык ненгоне.
Этнический состав
| Этничность           | Процент |
| -------------------- | ------- |
| Канаки               | 95,4%   |
| Европейцы            | 3,2%    |
| Метисы               | 0,8%    |
| Азиаты               | 0,1%    |
| Таитяне              | 0,1%    |
| Уоллисцы и футунанцы | 0,1%    |
| Ни-вануату           | 0,1%    |
| Другая               | 0,2%    |
| Всего                | 100%    |